# Louis Palander
Adolf Arnold Louis Palander af Vega, född 2 oktober 1842 i Karlskrona, död 7 augusti 1920 i Djursholm i Danderyds församling, var en svensk sjöofficer; adlad 9 april 1880, amiral 1900. Han har främst kommit att bli känd för eftervärlden som kapten på Adolf Erik Nordenskiölds Vegaexpedition.
Louis Palander var son till kommendörkapten Axel Fredrik Palander (1802–1857), som var chef för flottans varv i Karlskrona från 1855. Hans mor var Emelie Jacquette Constance du Rées (1814–1857), dotter till Arnold du Rées.

## Tidig marin karriär
Louis Palander kom att redan vid 14 års ålder bli kadett i svenska flottan. 1864 utexaminerades han som underlöjtnant från Kungliga krigsakademien på Karlberg och deltog efter det i expeditioner till Medelhavet, Sierra Leone och Liberia ombord på korvetten Gefle samt på en resa till USA. Efter flera uppdrag till sjöss kom Louis Palander att deltaga i Adolf Erik Nordenskiölds expedition till Spetsbergen 1868 ombord på ångaren Sofia. Befälhavare på fartyget var friherre Fredrik Wilhelm von Otter. Samma år gifte sig Palander med konditordottern Anna Katarina Grischotti (1847–1923).
Efter detta tjänstgjorde Palander på ångfregatten Vanadis under dess långresa till Medelhavet 1869–1870. Han blev efter detta befordrad till löjtnant och var befälhavare på postångaren Polhem, först under vintern 1870–1871 mellan Gotland och det svenska fastlandet och sedan 1871–1872 för att säkerställa postgången över Öresund i de svåra vinterförhållandena. Han var även befälhavare på ångaren Polhem under den av Nordenskiöld ledda Spetsbergenexpeditionen 1872-1873. Under denna resa uppvisade han ett exceptionellt mod och kunnande och bidrog omfattande till det vetenskapliga arbetet. Palander deltog även, tillsammans med nio andra män, i Nordenskiölds misslyckade försök att nå Nordpolen från baslägret vid Mosselbay under maj till juni 1873. Efter återkomsten till Sverige begärde Palander avsked från flottan och tog anställning som befälhavare på ett lastfartyg på en rutt till England och senare som kapten vid en ångbåtslinje baserad i Göteborg.

## Vegaexpeditionen
År 1877 återvände Palander till den svenska flottan och erbjöd sig bli kapten på den planerade expeditionen att segla genom nordostpassagen. För detta ändamål lät Palander införskaffa valfångstfartyget Vega samt valde ut manskap och befäl. Skeppet avseglade från Karlshamn den 22 juni 1878 och ankom till Tromsø i Norge den 17 juni där Nordenskiöld steg ombord. Expeditionen genomfördes 1878 till 1879 och kom att bli en fullständig succé. Kort före resans slutet befordrades Palander till kapten. Vid återkomsten till Sverige blev han dessutom adlad av den svenske kungen Oscar II till Palander af Vega och blev av riksdagen belönad med en årlig pension på 4000 kr. Palander, som var en kunnig amatörfotograf, hade med sig cirka 60 glasplåtar hem med motiv från expeditionens resa och möten.

## Senare marin och politisk karriär

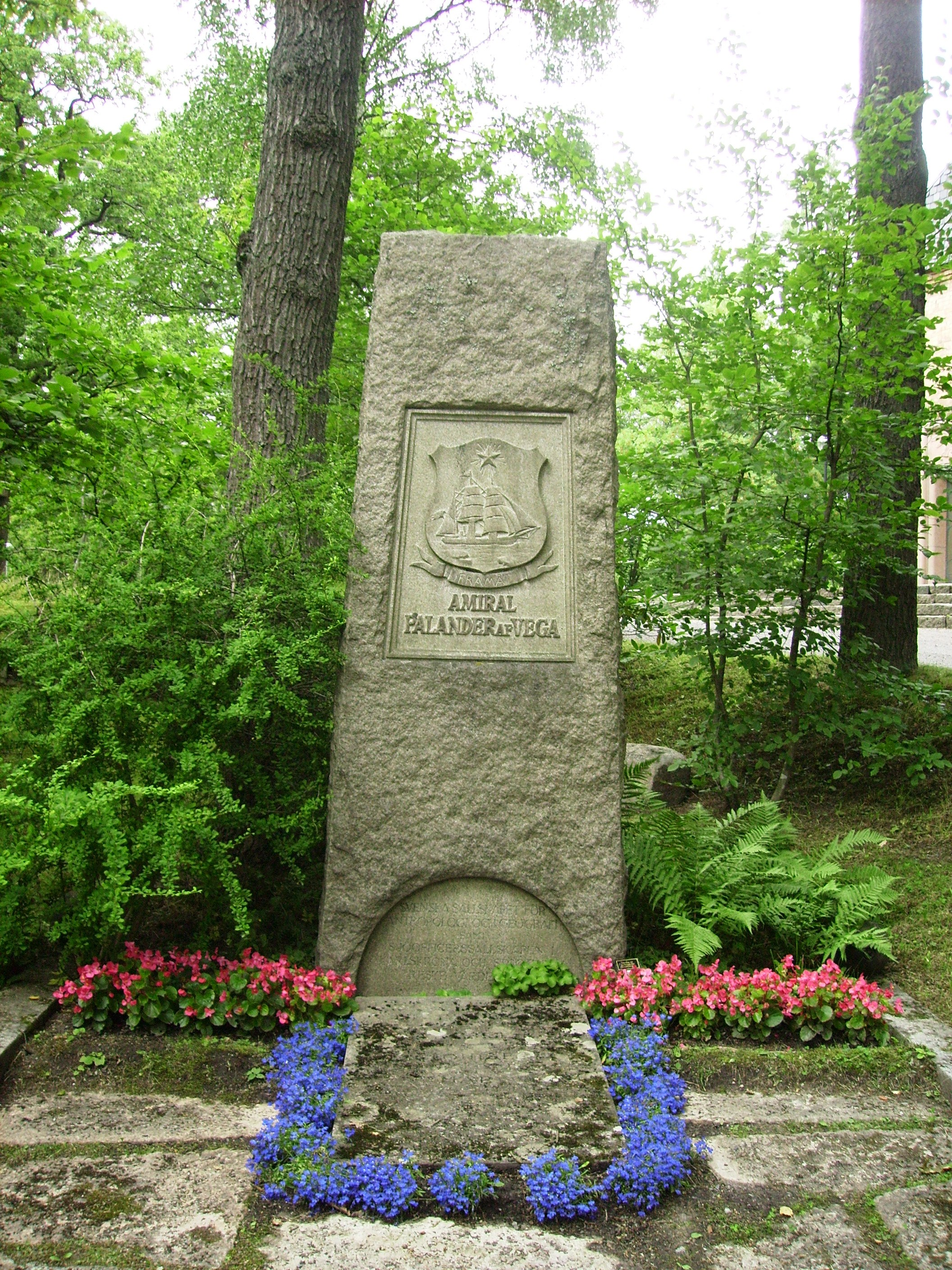
Gravvård på Djursholms begravningsplats.

Under åren 1881 - 1883 fungerade Palander som adjutant åt varvschefen friherre Fredrik von Otter i Karlskrona. År 1889 utnämndes Palander till kommendörkapten och efter att han 1896 blivit befordrad till kommendör tjänstgjorde han som flaggkapten i högste befälhavarens stab 1896 – 1897 med placering på pansarbåtarna Göta och Oden.  År 1899 blev Palander chef för Marinförvaltningen och 21 september 1900 befordrades han till konteramiral. Den 31 maj 1901 tillträdde Palander posten som sjöförsvarsminister i regeringen von Otter, efter att företrädaren Gerhard Dyrssen avgått, och befordrades 27 november 1903 till viceamiral. Han avgick, tillsammans med resten av regeringen, den 2 augusti 1905 som en konsekvens av den politiska krisen efter den svensknorska unionsupplösningen och återupptog då sin karriär inom den svenska marinen. Han var stationsbefälhavare vid flottans station i Stockholm 1905–1910. Han blev amiral i flottan 8 oktober 1910.
Palander följde ända till sin död med intresse den arktiska forskningen och inför planeringen av expeditioner blev han i regel rådfrågad. Han ligger begraven på Djursholms begravningsplats, nedanför kapellet.

## Utmärkelser

### Svenska utmärkelser
- Adlad Palander af Vega 1880 9/4 med anledning av Vegaexpeditionen
- Kommendör med stora korset av Svärdsorden, 21 januari 1904.
- Kommendör av första klassen av Svärdsorden, 1 december 1900
- Kommendör av Svärdsorden, 1 december 1896
- Riddare av Svärdsorden, 1 december 1884
- Riddare av Nordstjärneorden med briljanter, 27 januari 1880 med anledning av Vegaexpeditionen.
- Riddare av Vasaorden, 23 februari 1874 med anledning av expeditionen till Spetsbergen och Norra Ishavet

### Utländska utmärkelser
- Kommendör av Italienska Kronorden, 23 mars 1880.
- Riddare av Italienska Kronorden, 6 mars 1874.
- Officer av Portugisiska S:t Jago-orden, 6 juli 1880.
- Riddare av Badiska Zähringer Löwenorden 1:a klass, 20 oktober 1881.
- Riddare av första klassen av Ryska Sankt Annas orden, 1 december 1890.
- Riddare av andra klassen av Ryska Sankt Annas orden, 4 september 1880.
- Kommendör av första klassen av Norska Sankt Olavs orden, 23 oktober 1903.
- Riddare av 1:a klass av  Norska Sankt Olavs orden, 1 december 1890.
- Storkorset av Nederländska Oranien-Nassauorden, 1903
- Storkorset av Danska Dannebrogorden, 3 februari 1904.
- Kommendör av 1.graden Danska Dannebrogorden, 14 oktober 1897.
- Kommendör av Danska Dannebrogorden, 23 april 1880.
- Riddare av Preussiska Röda örns orden 1:a klass, 1905.
- Riddare av Preussiska Röda örns orden 3:a klass, 30 oktober 1888.
- Storofficer av Franska Hederslegionen, 1906.
- Officer av Franska Hederslegionen, 23 april 1880.
- Storkorset av Belgiska Leopoldsorden, 1908.
- Storkorset av Nederländska Oranien Husorden, 1908
- Storkorset av Brittiska Victoriaorden, 1908[7].

## Louis Palanders af Vega fond
År 1920 stiftades Louis Palander af Vegas fond i Stockholm. Den delar ut stipendier för främjande och uppmuntrande av geografisk forskning.